# Kota Tua
Kota Tua (nl Oude Stad) is een desa in het regentschap Tapanuli Selatan van de provincie Noord-Sumatra, Indonesië. Kota Tua telt 1294 inwoners (volkstelling 2010).